# 特溫瓦利鎮區 (北達科他州麥肯齊縣)
特溫瓦利鎮區（英語：Twin Valley Township）是位於美國北達科他州麥肯齊縣的一個鎮區。

## 地方資料
特溫瓦利鎮區的面積為255.79平方千米，當中陸地面積為205.00平方千米，而水域面積為50.79平方千米。根據2020年美國人口普查的數據，當地共有人口264人，而人口密度為每平方千米1.03人。